# Ctenomys rondoni
Ctenomys rondoni és una espècie de mamífer rosegador de la família dels ctenòmids. És endèmic de l'oest del Brasil (estats de Mato Grosso i Rondônia). Té una llargada de cap a gropa de 230 mm i una cua de 80 mm. No se sap gaire cosa sobre el seu hàbitat i la seva història natural. Hi ha científics que el consideren un sinònim de C. nattereri o una subespècie de C. boliviensis.